# Albuca caudata
Albuca caudata är en sparrisväxtart som beskrevs av Nikolaus Joseph von Jacquin. Albuca caudata ingår i släktet Albuca och familjen sparrisväxter. Inga underarter finns listade i Catalogue of Life.